# 阿衣華
阿衣華（あいか、1989年3月4日 -  ）は、日本の女優。本名、蒼井みみ。血液型A型。身長163cm。

## 人物
- 趣味：アニメ、漫画、ラクガキ、ショッピング、ひとりカラオケ。
- 好きな物：ご飯（白米）、韓国、鳥。
- 特技：合気道。
- 鳥をこよなく愛し、インコを飼っている。

## 略歴
- 2010年 日本パラオ親善大使プリンセスに選出
- 2010年 第10期シーサイドイメージガールに選出
- 2011年 地球防衛ガールズP9　四条緑子役で映画初出演

## 出演
テレビ
- スカパー! ハウスピラミッド（2009 スカパー!）
- エンタ371スカパーグラドルアスリート水泳編（2009 スカパー!）
- アイドルオールスター2009（2009 スカパー!）
- 出没!アド街ック天国（2010 テレビ東京）
- ごごたま（2011 テレビ埼玉）

インターネットテレビ
- 大スキ!シーサイド!（2011）
- odaibaレインボーステーション（2011）
- ニコニコ動画生放送（2011）
- Ｐ３モダンペッツ（2012）
- ニコニコ動画生放送　純情通り3丁目２５２５番地（2012）

映画
- 地球防衛ガールズP9（2011）四条緑子　役

CD
- 地球防衛ガールズP9歌曲集（2011）四条緑子　役

DVD
- 地球防衛ガールズP9（2012）

雑誌
- 東京シーサイドストーリー（産経新聞社の月刊誌）表紙モデル
- ヴァニティーマガジン